# Sooners de l'Oklahoma
Les Sooners de l'Oklahoma (en anglais : Oklahoma Sooners) sont un club omnisports universitaire qui se réfère aux 19 équipes sportives féminines ou masculines qui représentent l'université de l'Oklahoma située à Norman dans l'État de l'Oklahoma aux États-Unis.
Surnommées les Sooners, ses équipes sont membres de la Southeastern Conference et participent aux compétitions universitaires organisées par la National Collegiate Athletic Association au sein de sa Division I.
Les Sooners pratiquent treize sports à haut niveau mais c'est le programme de football américain qui est le plus réputé. L'équipe joue dans le stade Gaylord Family Oklahoma Memorial Stadium qui peut accueillir 82 112 spectateurs. Au niveau du palmarès, les Sooners ont décroché le titre national en 1949, 1950, 1953, 1955, 1956, 1974, 1975, 1985, et 2000. Ils comptent également sept joueurs ayant remporté le trophée Heisman.
Outre le football américain, les Sooners sont également très bons en basket-ball (masculin et féminin), en gymnastique, en baseball et en lutte. 
En 2002, le programme de l'université était classée 3e du pays par Sports Illustrated.

## Sports représentés
| Hommes (9)                                  | Femmes (10)       |
| ------------------------------------------- | ----------------- |
| Athlétisme †                                | Athlétisme †      |
| Basketball                                  | Basketball        |
| Cross country                               | Cross country     |
| Golf                                        | Golf              |
| Gymnastique                                 | Gymnastique       |
| Tennis                                      | Tennis            |
| Baseball                                    | Softball          |
| Lutte                                       | Aviron            |
| Football américain                          | Football (soccer) |
|                                             | Volleyball        |
| † – Athlétisme en salle et/ou en plein air. |                   |

## Origine du nom de l'équipe
Le surnom de l'équipe remonte à l'époque de l'installation des premiers colons blancs dans la région de l'actuel Oklahoma. Le gouvernement fédéral établit des lois distribuant les terres amérindiennes et encourageait leur mise en culture. La moitié des terres amérindiennes furent en réalité ouvertes à la colonisation ou achetées par les compagnies de chemin de fer. Une véritable course à la terre (« Land Run » ou « Land Rush » en anglais), en particulier en 1889 (en), commençait selon le principe du « premier arrivé, premier servi ». Ceux qui ne respectaient pas les règles en entrant dans les territoires avant le départ officiel étaient appelés les sooners. « Soon » signifiant « tôt » en anglais, les Sooners sont ceux qui sont arrivés avant ou les premiers. Sooners deviendra dès lors le surnom des habitants de l'Oklahoma,.

## Rivalités
Les Sooners entretiennent des rivalités avec les Cornhuskers du Nebraska (lien rivalité (en)), les Cowboys d'Oklahoma State (Bedlam Series) et les Longhorns du Texas (Red River Showdown (en)).
La rivalité avec les Tigers du Missouri est en sommeil, la dernière rencontre de football américain ayant eu lieu en 2011.

## Hymnes et chants de combat
| Boomer Sooner, Boomer Sooner Boomer Sooner, Boomer Sooner Boomer Sooner, OK U ! Oklahoma, Oklahoma (3x) Oklahoma, OK U ! I'm a Sooner born and Sooner bred and when I die, I'll be Sooner dead Rah Oklahoma, Rah Oklahoma Rah Oklahoma, OK U ! |

| Oklahoma, where the wind comes sweepin' down the plain And the wavin' wheat can sure smell sweet When the wind comes right behind the rain. Oklahoma, Ev'ry night my honey lamb and I Sit alone and talk and watch a hawk Makin' lazy circles in the sky. We know we belong to the land And the land we belong to is grand ! And when we say: Ee-ee-ow ! A-yip-i-o-ee-ay ! We're only sayin', You're doin' fine, Oklahoma ! Oklahoma, O-K ! O-K-L-A-H-O-M-A ! |

| We'll march down the field with our heads held high, Determined to win any battle we're in, We'll fight with all our might for the Red and White. March on, march on down the field for a victory is nigh. You know we came to win the game for Oklahoma, And so we will or know the reason why ! We'll march down the field with our heads held high, With ev'ry resource we'll hold to the course, And pledge our heart and soul to reach the goal. March on, march on down the field as we sing the battle cry. Dig in and fight for the Red and White of Oklahoma, So we'll take home a victory or die ! |

## Football américain
Membres de la Southeastern Conference depuis 2024, les Sooners étaient auparavant mambres de la Big 12 Conference (1996–2023), de la Big Eight (1920–1995), de la Southwest (1915–1919) après avoir été une équipe indépendante (1895–1914).
Find e saison 2024, ils affichent un bilan de 950 victoires (72,3 %) pour 348 défaites et 53 nuls avec également 31 bowls gagnés pour (54,3 %) 26 défaites et 1 nul. Ils comptent 4 participations au College Football Playoff (2015, 2017, 2018 , 2019 pour autant de défaites.
Le programme a été déclaré champion national à sept reprises 1950, 1955, 1956, 1974, 1975, 1985, 2000 par les principales agences de notation. L'université ne reconnait pas les dix titres qui lui ont té accordés par des agences mineures (1915, 1949, 1953, 1957, 1967, 1973, 1978, 1980, 1986, 2003). Les Sooners ont également remporté 50 titres de conférence et 8 titres de la division South de la Big 12.
En individuelle, find e saison 2024, l'université compte 7 vainqueurs du trophée Heisman et 82 joueurs reconnus All-American.
L'équipe a été dirigée par 23 entraîneurs principaux différents depuis le début de l'histoire des Sooners en 1895,  Brent Venables (en), engagé le 5 décembre 2021 en remplacement de Lincoln Riley (en), étant le dernier en date.
L'équipe joue ses matchs à domicile au Gaylord Family Oklahoma Memorial Stadium, également connu sous le sobriquet The Palace on the Prairie. Le stade compte 82 112 places et est propriété de l'université. Situé sur son campus, il est de 15e plus grand stade universitaire du pays et le second plus grand de la Big 12.

## Autres sports

### Palmarès national
- Baseball : 1951 et 1994 ;
- Softball : 2000, 2013, 2016, 2017, 2021, 2022, 2023 et 2024 ;
- Gymnastique masculine : 1977, 1978, 1991, 2002, 2003, 2005, 2006, 2015, 2016, 2017 et 2018 ;
- Gymnastique féminine : 2014, 2016, 2017, 2019, 2022, 2023 et 2025 ;
- Golf masculin : 1989 et 2017 ;
- Lutte : 1936, 1951, 1952, 1957, 1960, 1963 et 1974.

## Sooners renommés
- Mookie Blaylock, basket-ball
- Sam Bradford, football américain
- Bart Conner, gymnastique
- Blake Griffin, basket-ball
- Jake Hager, lutte et football américain
- Buddy Hield, basket-ball
- Baker Mayfield, football américain
- Kyler Murray, football américain et baseball
- Maggie Nichols, gymnastique
- Courtney Paris, basket-ball
- Adrian Peterson, football américain
- Austin Reaves, basket-ball
- Danielle Robinson, basket-ball
- Wayman Tisdale, basket-ball
- Steve Williams, lutte et football américain
- Trae Young, basket-ball